# Gecombineerde Leefstijl Interventie
Een Gecombineerde Leefstijl Interventie (GLI) of gecombineerde leefstijlinterventie is een programma ter verbetering van de leefstijl van mensen met overgewicht. Een GLI bestaat uit een behandelfase en een onderhoudsfase en duurt in totaal 2 jaar. Deelnemers krijgen informatie over, en coaching bij:
- gezonde voeding en het aanleren van gezonde eetgewoontes
- gezond en voldoende bewegen conform de Beweegrichtlijn en hoe dit in te passen in het dagelijkse bestaan
- slaap en ontspanning en beter omgaan met stress
- het realiseren van de gedragsverandering die nodig is om een gezonde leefstijl te verwerven en te behouden

Het doel van een Gecombineerde Leefstijl Interventie is duurzame verbetering van de leefstijl en gewichtsafname van de deelnemers om zo de gezondheid te verbeteren en gezondheidsschade te voorkomen. In Nederland wordt een erkend GLI-traject sinds 2019 vergoed vanuit de basisverzekering. Deelname aan een Gecombineerde Leefstijl Interventie is alleen mogelijk na doorverwijzing van de huisarts.
De oorsprong van de GLI ligt in Finland. Tijdens een onderzoek kregen mensen met overgewicht en risicofactoren voor diabetes twee jaar coaching om hun leefgewoonten te veranderen. Na vier jaar bleek hun kans op diabetes 58 procent lager dan in de controlegroep. Naar aanleiding van dit Finse onderzoek heeft de GLI zich gepositioneerd in Finland en sindsdien zijn andere landen gevolgd, waaronder Nederland.

## Doelgroep
De GLI is bedoeld voor volwassenen vanaf een matig verhoogd risico op leefstijlgerelateerde aandoeningen. Dit zijn
- volwassenen met overgewicht en minimaal een extra risicofactor
- volwassenen met obesitas. Al dan niet met één of meerdere risicofactoren

Er is sprake van overgewicht bij een Body Mass Index (BMI) ≥ 25 kg/m2. Er is sprake van obesitas of ernstig overgewicht bij een BMI ≥ 30 kg/m2.
Bij een extra risicofactor gaat het om de aanwezigheid van risicofactoren voor hart- en vaatziekten (HVZ), Diabetes Mellitus Type 2 (DM2) of de aanwezigheid van slaapapneu of artrose.
In Nederland komen in principe 5 miljoen mensen voor de GLI in aanmerking. Door het tijdig inzetten van een Gecombineerde Leefstijl Interventie verbetert de gezondheid en kan latere gezondheidsschade worden voorkomen of verminderd.

## Aanbieders
GLI's worden aangeboden door leefstijlcoaches. Zij mogen met deelnemers aan de slag na verwijzing door de huisarts. Ze werken alleen of in een multidisciplinaire setting. In een multidisciplinaire setting werken verschillende disciplines samen zoals fysiotherapeuten, oefentherapeuten en diëtisten.
In Nederland worden alleen door het RIVM erkende interventies met een minimale beoordeling op het niveau van effectiviteit vergoed door zorgverzekeraars. Begin 2021 zijn er in Nederland vier erkende Gecombineerde Leefstijl Interventies: Samen Sportief in Beweging(SSiB), de BeweegKuur, SLIMMER en CooL (Coaching op Leefstijl). Deze vier interventies worden vergoed vanuit de basisverzekering. Voor de deelname aan de GLI wordt er geen aanspraak gemaakt op het eigen risico.
Idealiter wordt een GLI niet op zich zelf aangeboden, maar als onderdeel van een breder pakket aan activiteiten en programma’s. Hiermee kan de best passende interventie aan de betreffende doelgroep worden aangeboden in een ketenaanpak overgewicht.

## Rol van gemeente
De GLI vindt plaats in de eigen woonomgeving, om de drempel tot deelname te verminderen, om het groepsgevoel te versterken en om de duurzaamheid te vergroten. Het is daarom belangrijk dat de GLI aansluit bij de lokale mogelijkheden van sportverenigingen en bij het sociaal domein. Gemeentes zijn belangrijk bij de uitvoering van de GLI. Ze zijn betrokken bij het lokale beweegaanbod. Daarnaast geven sommige gemeenten financiële ondersteuning aan deelnemers die onvoldoende middelen hebben om aan het beweegaanbod deel te blijven nemen na afloop van de GLI.

## Geneesmiddel
Het geneesmiddel liraglutide (onder andere verkocht onder de merknamen Victoza en Saxenda) wordt in Nederland alleen vergoed uit de zorgverzekering aan mensen met ernstig overgewicht als die daarnaast voldoen aan enkele voorwaarden. Een voorwaarde is dat ze minstens een jaar hebben deelgenomen aan een GLI-programma dat is erkend door het Rijksinstituut voor Volksgezondheid en Milieu (RIVM).